# Zbrana dela slovenskih pesnikov in pisateljev
Zbrana dela slovenskih pesnikov in pisateljev je osrednja znanstvenokritično urejena knjižna zbirka slovenske leposlovne klasike. Poglavitno merilo za uvrstitev v zbirko je kanoniziranost avtorja. V okviru zbirke izhaja tudi podzbirka Dela starejšega slovenskega slovstva, ki obsega dela od srednjega veka do 19. stoletja.  

## Uredniki in založbe zbirke
Zbirka je začela izhajati leta 1946 pod vodstvom Antona Ocvirka, v 60 letih izhajanja je bilo natisnjenih blizu 250 knjig 39 avtorjev in ducat monografij o njih. Pobudnik zbirke je bil Ivan Prijatelj, ki je z izdajama Josipa Jurčiča in Ivana Tavčarja podal vzorec takšnega uredništva. Po Ocvirkovi smrti leta 1980 je urejanje prevzel France Bernik. V poosamosvojitvenem času je zbirka doživela drastičen upad naklade, upadlo je tudi založniško zanimanje zanjo. Od založbe DZS je prešla k založbi Obzorja, po propadu Obzorij leta 2002 pod mariborsko študentsko Založbo Litera in leta 2010 pod
Inštitut za slovensko literaturo in literarne vede ZRC SAZU, ko je v začetku leta 2011 uredništvo prevzel Matija Ogrin, ki je zasnoval tudi posebno podzbirko Zbranih del pod skupnim naslovom Dela starejšega slovenskega slovstva.
Po novem bo imel glavni urednik ob sebi uredniški odbor, ki mu bo svetoval, pregledoval posamezne zvezke in imel recenzentsko vlogo. Čedalje težje je namreč upati, da bi en sam človek lahko imel dovolj velik znanstven pregled nad celotno slovensko literaturo. 
Zbirka je imela težave s pridobivanjem urednikov in z visokimi tiskarskimi stroški zaradi obsežnosti opusov.

## Principi zbirke
- Zbirko sestavljajo opusi vseh umetniško pomembnih pesnikov in pisateljev od Vodnika dalje.
- Ne zajema naj samo leposlovja, marveč tudi članke, študije, podlistke in korespondenco.
- Namesto uvodov naj besedila spremljajo opombe, ki podajajo genezo posameznih del, vire in dokumente, ki so sodelovali pri nastanku umetnin, variante besedil in njihovo recepcijo.
- Besedila naj bodo natisnjena v zadnji avtorjevi redakciji brez uredniških sprememb, modernizira naj se le pravopis. Popravile naj bi se samo tiste pomote, ki so nastale pri nepazljivosti avtorjev ali v tiskarni. To načelo ne dopušča poseganja v stil avtorja.
- Zaključene avtorske opuse dopolnjujejo monografije o avtorjih, ki niso samo življenjepisi, marveč študije o pisateljevem značaju in razvoju, o dobi in njenih značilnih političnih in socialnih potezah ter odnosu pisatelja do nje.

## Pregled Zbranih del slovenskih pesnikov in pisateljev
| Avtor                | Število zvezkov | Urednik                                   | Izdano                   | Cobiss                                                     |
| -------------------- | --------------- | ----------------------------------------- | ------------------------ | ---------------------------------------------------------- |
| Josip Jurčič         | 9               | Mirko Rupel, Janez Logar                  | 1946–1984                | (COBISS), (COBISS)                                         |
| Janez Trdina         | 12              | Janez Logar                               | 1946–1959                | (COBISS)                                                   |
| Srečko Kosovel       | 3               | Anton Ocvirk                              | 1946; 1964–1977          | (COBISS), (COBISS)                                         |
| Anton Aškerc         | 9               | Marja Boršnik, Vlado Novak, Dušan Moravec | 1946–1951, 1985–1999     | (COBISS), (COBISS)                                         |
| Janko Kersnik        | 6               | Anton Ocvirk, France Bernik               | 1947–1984                | (COBISS), (COBISS), (COBISS), (COBISS), (COBISS), (COBISS) |
| Simon Gregorčič      | 4               | France Koblar                             | 1947–1951                | (COBISS)                                                   |
| Fran Levstik         | 11              | Anton Slodnjak                            | 1948–1980                | (COBISS)                                                   |
| Dragotin Kette       | 2               | France Koblar                             | 1949, 1976               | (COBISS), (COBISS)                                         |
| Anton Tomaž Linhart  | 1               | Alfonz Gspan                              | 1950–?                   | (COBISS)                                                   |
| Ivan Tavčar          | 8               | Marja Boršnik                             | 1951–1959, 1966 (2.izd.) | (COBISS), (COBISS), (COBISS)                               |
| Josip Stritar        | 10              | France Koblar                             | 1953–                    | (COBISS)                                                   |
| Josip Murn           | 2               | Dušan Pirjevec                            | 1954                     | (COBISS)                                                   |
| Oton Župančič        | 12              | Joža Mahnič                               | 1956–                    | (COBISS)                                                   |
| Janez Mencinger      | 4               | Janez Logar                               | 1961–                    | (COBISS)                                                   |
| Prežihov Voranc      | 12              | Drago Druškovič, Jože Koruza              | 1962–1990                | (COBISS)                                                   |
| France Prešeren      | 2               | Janko Kos                                 | 1965                     | (COBISS)                                                   |
| Ivan Cankar          | 30              | Janez Logar, France Bernik, Dušan Voglar  | 1967                     | (COBISS)                                                   |
| Alojz Kraigher       | 10              | Dušan Moravec                             | 1975–1989                | (COBISS)                                                   |
| Slavko Grum          | 2               | Lado Kralj                                | 1976                     | (COBISS)                                                   |
| Fran Saleški Finžgar | 15              | Jože Šifrer                               | 1979–                    | (COBISS)                                                   |
| Alojz Gradnik        | 5               | Miran Hladnik, Tone Pretnar               | 1984–2008                | (COBISS)                                                   |
| Simon Jenko          | 2               | France Bernik                             | 1986–                    | (COBISS), (COBISS), (COBISS)                               |
| Valentin Vodnik      | 1               | Janko Kos                                 | 1988                     | (COBISS)                                                   |
| Anton Leskovec       | 2               | Dušan Moravec                             | 1991                     | (COBISS)                                                   |
| Edvard Kocbek        | 17              | Andrej Inkret, Mihael Glavan              | 1991–2022                | (COBISS)                                                   |
| Juš Kozak            | 13              | Jože Munda                                | 1988–2003                | (COBISS), (COBISS)                                         |
| Anton Vodnik         | 4               | France Pibernik                           | 1993–                    | (COBISS)                                                   |
| France Prešeren      | 2               | Janko Kos                                 | 1992                     | (COBISS), (COBISS), (COBISS)                               |
| Jože Udovič          | 5               | France Pibernik                           | 1999–                    | (COBISS)                                                   |
| Ivan Pregelj         | 2               | Janez Dolenc                              | 2002                     | (COBISS)                                                   |
| Primož Kozak         | 6               | Dušan Voglar                              | 2005–2022                | (COBISS)                                                   |
| Zofka Kveder         | 5               | Katja Mihurko Poniž                       | 2005–2018                | (COBISS)                                                   |
| Dominik Smole        | 5               | Goran Schmidt                             | 2006–2010                | (COBISS)                                                   |
| Ludvik Mrzel         | 2               | Dušan Moravec                             | 2006, 2007               | (COBISS)                                                   |
| France Balantič      | 1               | France Pibernik                           | 2008; 2015               | (COBISS)                                                   |
| Ivan Hribovšek       | 1               | France Pibernik                           | 2010                     | (COBISS)                                                   |
| Vladimir Truhlar     | 3               | France Pibernik                           | 2011–2017                | (COBISS)                                                   |
| Miran Jarc           | 7               | Drago Bajt                                | 2012–2023                | (COBISS)                                                   |
| Vladimir Bartol      | 4               | Tomo Virk                                 | 2012–2020                | (COBISS)                                                   |
| Božo Vodušek         | 3               | Drago Bajt                                | 2017–2019                | (COBISS)                                                   |
| Janez Cigler         | 2               | Andrejka Žejn                             | 2024–2025                |                                                            |

## Monografije avtorjev Zbranih del
| Avtor               | Naslov               | Izdano                            | Cobiss   |
| ------------------- | -------------------- | --------------------------------- | -------- |
| Dušan Moravec       | Lojz Kraigher        | 1990                              | (COBISS) |
| Joža Mahnič         | Oton Župančič        | 1998                              | (COBISS) |
| Jože Šifrer         | Fran Saleški Finžgar | 2003                              | (COBISS) |
| Goran Schmidt       | Stanko Majcen        | 2004                              | (COBISS) |
| France Bernik       | Simon Jenko          | 2004                              | (COBISS) |
| Katja Mihurko Poniž | Zofka Kveder         | 2005                              | (COBISS) |
| France Bernik       | Ivan Cankar          | 2006                              | (COBISS) |
| Dušan Moravec       | Ludvik Mrzel         | 2007                              | (COBISS) |
| France Pibernik     | France Balantič      | 2008, 2015 (2. dopolnjena izdaja) | (COBISS) |
| France Pibernik     | Jože Udovič          | 2008                              |          |
| Gregor Kocijan      | Janko Kersnik        | 2009                              | (COBISS) |
| France Pibernik     | Ivan Hribovšek       | 2010                              |          |
| Janez Vrečko        | Srečko Kosovel       | 2011                              | (COBISS) |
| Goran Schmidt       | Dominik Smole        | 2011                              |          |
| France Pibernik     | Anton Vodnik         | 2012                              |          |
| France Pibernik     | Vladimir Truhlar     | 2016                              |          |